# Эрдман, Иоганн Юлиус Фридрих
Иоганн Юлиус Фридрих Эрдман (нем. Johann Julius Friedrich Erdmann; 1809—1858) — российский врач и педагог, доктор медицины, профессор терапии Императорского Дерптского университета.

## Биография
Родился 20 июня (2 июля) 1809 года в городе Вольмар Лифляндской губернии, в семье пастора. Первоначальное образование получил в уездном училище родного города. Затем окончил Дерптскую гимназию, по окончании которой в 1827 году был принят в число студентов медицинского факультета Императорского Дерптского университета. 
В 1833 году успешно окончил университетский курс, получив при этом степень доктора медицины за диссертацию «De virtute et vi medica extracti Filicis maris vesinosi ad taemias expellendas». 
Затем отправился за границу для усовершенствования по специальности; работал в Берлине, в клинике И. Л. Шэнлейна и в лаборатории Шванна. Здесь он пробыл до конца 1836 года с перерывом в один год, который провел в Вольмаре.
Окончательно вернувшись из-за границы, поселился в своём родном городе, где занимал должность городового врача до 1847 года, когда он был избран ординарным профессором терапии и клиники Дерптского университета. Также до конца своей жизни он заведовал терапевтической клиникой, амбулаторной и стационарной, а также и университетской поликлиникой.
Умер в 1858 году, по разным сведениям — 19 августа или 29 августа. 
Кроме диссертации, им был написан на немецком языке труд под названием: «Aus der ärtzlichen Praxis. Beobachtungen und Ansichten etc.» (Halle, 1847).